# Verwaltungsgemeinschaft Nordharz
Nordharz er et Verwaltungsgemeinschaft (amt) i Landkreis Harz i den tyske delstat Sachsen-Anhalt. Det er beliggende nord for bjergområdet Harzen og byen Wernigerode. Administrationsby er Veckenstedt.
Verwaltungsgemeinschaft Nordharz består af følgende kommuner (befolkningstal fra 2006):
1. Abbenrode (946)
2. Derenburg (2,662)
3. Heudeber (1,273)
4. Langeln (1,110)
5. Reddeber (880)
6. Schmatzfeld (355)
7. Stapelburg (1,391)
8. Veckenstedt (1,475)
9. Wasserleben (1,540)